# Shabani Nonda
Shabani Christophe Nonda (* 6. března 1977, Bujumbura, Burundi) je bývalý konžský profesionální fotbalista, který hrál na postu útočníka. Ačkoliv se narodil v Burundi, reprezentoval Konžskou demokratickou republiku, se kterou se účastnil Afrického poháru národů 2002. Dvakrát se stal nejlepším střelcem ligové soutěže, v roce 1998 ve švýcarské lize a v roce 2003 ve francouzské lize. V ročníku Zlaté kopačky 2002/2003 se umístil třetí za Makaayem a Kežmanem.

## Život
Nonda se narodil v Burundi, jeho rodina však ze země utekla do Tanzanie, neboť v jejich rodné zemi vypukla občanská válka. Stal se občanem Demokratické republiky Kongo, kterou reprezentoval i ve fotbale.

## Klubová kariéra
V letech 1996 až 1998 hrál ve Švýcarsku za FC Zürich. Během sezóny 1997/1998 se stal nejlepším střelcem ligy (24 gólů). Celková bilance činila 36 gólů ve 75 zápasech.
To neušlo pozornosti větších klubů včetně Rennes z Francie, které jej přivedlo roku 1998. Za Rennes odehrál dva roky.

### AS Monaco
Z Rennes ho za částku 13 milionů liber odkoupilo bohaté Monaco
jakožto náhradu za Davida Trezegueta. První sezónu za Monaco vstřelil 12 branek v lize, kde jeho tým skončil na 11. místě. Stal se tak hlavní ofenzivní zbraní vlastního mužstva a jeho nejlepším střelcem. Nastoupil do pěti zápasů v Lize mistrů, kde vstřelil 3 branky, Monaco ale nakonec ze skupiny neprošlo dál. Jeho branka ve finále Ligového poháru proti Lyonu nestačila na zisk tohoto poháru. Lyon zvítězil 2:1 v prodloužení.
Další rok se Monaco opět pohybovalo mimo příčky zajišťující evropské poháry a skončilo až na příčce patnácté. Za 30 ligových zápasů dal Nonda 14 gólů.
Nonda prožil úspěšný ročník 2002/2003, kdy jej jeho 26 branek pasovalo na nejlepšího kanonýra Ligue 1 před takovými jmény jako Pauleta nebo Drogba.
Ani tato potence nestačila na mistrovský titul, který uzmul o jeden bod před Monacem Olympique Lyon. Útočný trojzubec ve složení Giuly, Nonda, Pršo ale v květnu 2003 vybojoval Ligový pohár proti Sochaux výhrou 4:1.
Následující dva roky byl ale sužován zraněními,
což klubové představitele přimělo vyjednat náhradu v podobě hostujícího Fernanda Morientese z Realu Madrid.
Monacký celek skončil v ligové tabulce sezony 2003/04 na třetím místě. Nonda se prosadil v prvním zápase semifinále Ligy mistrů na domácí půdě proti Chelsea, když jako střídající v 83. minutě navýšil vedení na konečných 3:1.
Nastoupil také na závěr odvety v Londýně, kde monacký klub uhrál remízu 2:2 a postoupil do finále proti Portu. Do finále vkročil v 64. minutě namísto Cissého, nezabránil však prohře 0:3.
Zranění jej limitovala i nadále a v ročníku 2004/05 soutěžní branku nevstřelil.

### AS Řím
V roce 2005 jej přivedl italský velkoklub AS Řím, ale zdravotní problémy mu zabránily více se v sezoně 2005/2006 prosadit.

### Blackburn Rovers
Trenér Mark Hughes si vypůjčil málo využívaného Nondu na hostování z Říma na sezonu 2006/07.
V září dal hlavou branku na hřišti Middlesbrough, která rozhodla o výhře Blackburnu 1:0.
V únoru se 29letý Nonda z voleje trefil na hřišti Leverkusenu při prohře 2:3, a to v samotném závěru zápasu, čímž připravil Blackburnu dobrou startovní pozici do odvety na domácí půdě.
Odveta však skončila nerozhodně 0:0 a anglický tým se s Pohárem UEFA musel rozloučit. Rovněž v únoru se Nonda dvakrát prosadil v zápase Premier League proti Portsmouth FC, kdy rozhodl o vítězství 3:0. Ve zkompletování hattricku mu chycenou penaltou zabránil brankář hostí David James.

### Galatasaray
Během 6. kola turecké ligy 2009/10 prohrával Galatasaray v poločase 1:0 na hřišti klubu Kasımpaşa. Nonda v útoku vystřídal Milana Baroše a v 62. minutě vyrovnal na 1:1. V posledních minutách zápasu pak dvěma góly vstřelil hattrick a vystřílel mužstvu vítězství 3:1.

## Reprezentační kariéra
Nonda se na Africkém poháru národů 2002 ocitl v roli kapitána.
Ve třetím zápase skupiny přispěl jednou trefou k výhře 3:1 nad Pobřežím slonoviny. Do čtvrtfinále proti pozdějšímu vítězi Senegalu kvůli zranění nezasáhl a tak ho nahradil Lomana Lua-Lua. Po prohře 0:2 se Kongo s turnajem rozloučilo.
Během kvalifikace na MS 2010 vstřelil proti Džibutsku hattrick.

## Úspěchy
Zdroj:
reprezentace Konžské demokratické republiky
- Africký pohár národů
  - čtvrtfinále: 2002

AS Monaco
- Liga mistrů UEFA
  - 2. místo: 2003/04
- Coupe de la Ligue (1× vítěz)
  - 1. místo: 2002/03
  - 2. místo: 2000/01

Galatasaray SK
- Süper Lig (1× vítěz)
  - 1. místo: 2007/08
- turecký superpohár (1× vítěz)
  - 1. místo: 2008

Individuální
- nejlepší střelec švýcarské Raiffeisen Super League: 1997/98 (24 gólů)
- nejlepší střelec francouzské Ligue 1: 2002/03 (26 gólů)
- třetí místo ve Zlaté kopačce: 2002/03